# Bartosz Bosacki
Bartosz Bosacki (Poznań, 20 december 1975) is een Poolse profvoetballer.
Bosacki is een verdediger en maakte in april 1995 zijn debuut als prof bij Lech Poznan, de grootste club uit zijn geboortestad. In de zomer van 1998 maakte hij de overstap naar Amica Wronki, waarvoor hij vier seizoenen zou spelen. Hij won in 1999 en 2000 de Poolse beker. In 2002 werd hij opnieuw naar Lech Poznan getransfereerd, waarmee hij in 2004 de Poolse beker won.
In de zomer van 2004 zocht Bosacki dan het buitenlands avontuur op bij FC Nürnberg. Hij kwam echter niet zo vaak aan spelen toe, zodat in januari 2006 zijn contract in onderlinge overeenstemming werd stopgezet. Bartosz verkaste opnieuw naar Lech Poznan. Anno 2009 is hij daar nog steeds actief.
Hij speelde zijn eerste interland op 10 februari 2002 tegen de Faeröer.
Hij maakte aanvankelijk geen deel uit van de selectie voor het WK voetbal 2006, maar omdat Damian Gorawski in laatste instantie wegens gezondheidsproblemen verstek moest laten gaan werd hij alsnog geselecteerd. Hij mocht twee keer aantreden. Tijdens de wedstrijd tegen Costa Rica scoorde hij de beide Poolse doelpunten. Geen enkele andere Pool zou dat WK een doelpunt maken.
Bosacki speelde in totaal twintig officiële interlands, waarin hij tweemaal scoorde.

## Statistieken

### Carrière
| seizoen   | club         | land      | competitie  | wed. | goals |
| --------- | ------------ | --------- | ----------- | ---- | ----- |
| 1994-1995 | Lech Poznań  | Polen     | Ekstraklasa | 2    | 0     |
| 1995-1996 | Lech Poznań  | Polen     | Ekstraklasa | 26   | 0     |
| 1996-1997 | Lech Poznań  | Polen     | Ekstraklasa | 31   | 0     |
| 1997-1998 | Lech Poznań  | Polen     | Ekstraklasa | 26   | 0     |
| 1998-1999 | Amica Wronki | Polen     | Ekstraklasa | 22   | 1     |
| 1999-2000 | Amica Wronki | Polen     | Ekstraklasa | 22   | 0     |
| 2000-2001 | Amica Wronki | Polen     | Ekstraklasa | 25   | 1     |
| 2001-2002 | Amica Wronki | Polen     | Ekstraklasa | 30   | 1     |
| 2002-2003 | Lech Poznań  | Polen     | Ekstraklasa | 30   | 1     |
| 2003-2004 | Lech Poznań  | Polen     | Ekstraklasa | 24   | 1     |
| 2004-2005 | FC Nürnberg  | Duitsland | Bundesliga  | 13   | 0     |
| 2005-2006 | FC Nürnberg  | Duitsland | Bundesliga  | 4    | 0     |
| 2005-2006 | Lech Poznań  | Polen     | Ekstraklasa | 11   | 0     |
| 2006-2007 | Lech Poznań  | Polen     | Ekstraklasa | 27   | 1     |
| 2007-2008 | Lech Poznań  | Polen     | Ekstraklasa | 13   | 1     |
| 2008-2009 | Lech Poznań  | Polen     | Ekstraklasa | 17   | 2     |
| 2009-2010 | Lech Poznań  | Polen     | Ekstraklasa | 28   | 2     |
| 2010-2011 | Lech Poznań  | Polen     | Ekstraklasa | 22   | 0     |
| Totaal    | Totaal       | Totaal    | Totaal      | 373  | 11    |

### Palmares
- Pools bekerwinnaar: 1999, 2000, 2004, 2009

- Poolse supercup: 1999, 2004

### Interlands
| WK-statistieken       | Club        | Positie    | W |   |   | D | A |   |   |   |
| --------------------- | ----------- | ---------- | - | - | - | - | - | - | - | - |
| WK voetbal 2006 Polen | Lech Poznan | Verdediger | 2 | 0 | 0 | 2 | 0 | 0 | 0 | 0 |